# Valdeolmos-Alalpardo
Valdeolmos-Alalpardo er en kommune i det centrale Spanien i Madrid-regionen. Den har et indbyggertal på 4.568 (2024) indbyggere.